# La ballata del Miché
Pistes de Volume III
Nell'acqua della chiara fontana Il Re fa rullare i tamburi
La ballata del Miché (La ballade de Miché) est une chanson de Fabrizio De André incluse dans l'album Volume III (1968). La musique a été composée par Fabrizio De André, et le paroles par Clelia Petracchi.
Sorti en single musical en 1961, comme Face B (La ballata dell'eroe/La ballata del Miché)  La musique a été composée par Fabrizio De André avec l'arrangement de Gian Piero Reverberi.
En Juin 1963 a été réédité comme Face B de Il testamento/La ballata del Miché avec l'arrangement de Giampiero Boneschi
et incluse, en 1966, dans l'album Tutto Fabrizio De André.

## L'inspiration et l'histoire
Accompagné par des tonalités musicales chers à la pègre parisienne et clairement inspirés de Auguste Le Breton , l'histoire commence avec la découverte du corps sans vie de Miché pendu à une corde dans sa cellule. 
Le reste de la chanson est raconté dans flashback et explique la raison de la suicide et de l'emprisonnement: «Miché avait tué ceux qui voulaient lui voler sa Marie,  à cause de ce, il avait été condamné à 20 ans de prison, et il avait pris sa propre vie, parce qu'il ne pouvait pas vivre sans elle».
À la fin il y a un prolepse : Miché, étant suicidaire, sera jeté dans une fosse commune, pas de funérailles, mais il y a un faible rayon de lumière : « quelqu'un va mettre sur lui, une croix avec le nom et la date ».